# Ibrahim Mahnashi
Ibrahim Mahnashi (arabisch إبراهيم محنشي, DMG Ibrāhīm Maḥnašī; * 18. November 1999) ist ein saudi-arabischer Fußballspieler.

## Karriere

### Klub
Er begann seine Karriere in der Jugend von al-Ettifaq und wechselte zur Saison 2019/20 von der U23 fest in die erste Mannschaft.

### Nationalmannschaft
Nach der U19, U20 und U23 hatte er seinen ersten Einsatz in der saudi-arabischen Nationalmannschaft am 7. Dezember 2021 bei einer 0:1-Niederlage gegen Marokko während der Gruppenphase des FIFA-Arabien-Pokal 2021. Hier wurde er zur zweiten Halbzeit für Mohammed al-Qahtani eingewechselt.